# Mark Forest
Pour les articles homonymes, voir Forest.
Mark Forest, nom de scène de Lorenzo Luis Degni, né à Brooklyn le 6 janvier 1933 et mort à Arleta  le 7 janvier 2022, est un culturiste et un acteur américain connu pour jouer le rôle principal dans une série de péplums dans les années 1960, dont plusieurs fois le rôle de Maciste.

## Biographie
Lou Degni a commencé la musculation à l'âge de 13 ans, ce qui l'a mené à l'ouverture d'une salle de sport à Long Island. Il est invité à Hollywood pour être auditionné pour le rôle de Tarzan mais il n'est pas choisi. Il rejoint alors  la troupe de Mae West pour les spectacles de culturisme à Las Vegas. Il s'inscrit à plusieurs compétitions de culturisme et remporte le titre de Monsieur Muscle Beach à Venice, en Californie.
Après le succès mondial du film Les Travaux d'Hercule, il est recruté par les producteurs italiens et signe un contrat pour trois films dont La Vengeance d'Hercule rebaptisé Goliath et le Dragon pour le marché américain. Pour la version anglaise du film, il a été doublé par Jackson Beck (la voix de Brutus dans le dessin animé Popeye).
Il continue dans le genre péplum puis quitte le cinéma pour une carrière de chanteur d’opéra en Europe avant de retourner en Californie où il devient coach vocal.
Mark Forest est mort à Arleta, dans le district de Los Angeles en Californie le 7 janvier, le lendemain de son 89e anniversaire.

## Filmographie partielle
- La Vengeance d'Hercule (1960)
- Le Géant de la vallée des rois (1960)
- Maciste, l'homme le plus fort du monde (1961)
- Maciste contre les géants (1962)
- Le Retour des Titans (1963)
- Maciste contre les Mongols (1963)
- Dans l'enfer de Gengis Khan (1964)
- Hélène, reine de Troie (1964)
- Hercule contre les Fils du soleil (1964)
- Le gladiateur magnifique (1964)
- Kindar prince du desert (1965)